# チケットマスター
チケットマスター（Ticketmaster）は、アメリカ合衆国カリフォルニア州ウェスト・ハリウッドに本社を置くチケット販売会社である。

## 概要
1976年に設立。当初は電話予約を中心とした事業であったが、インターネットの普及で、現在ではアメリカ国内での総売上の約半分のシェアを誇る。また、カナダ、メキシコ、イギリス、オーストラリアなどでも展開されている。
その一方で、ダフ屋などの出現や偽チケットの登場で、セキュリティが強化されている。チケットマスターではバーコードなどのセキュリティ体制を強化している。
2009年2月にプロモーター会社ライブ・ネイションと統合、その1年後にライブ・ネイション・エンターテイメント(NYSE: LYV)が設立された。
2022年には2023年に行うシンガーソングライターのテイラー・スウィフトの全米ツアーの先行販売に殺到 。サーバーダウンまで発展。結局販売停止となった。

## 現在展開されている国
- アイルランド
- アメリカ合衆国
- アルゼンチン
- イギリス
- オーストラリア
- オランダ
- カナダ
- スウェーデン
- スペイン
- チリ
- デンマーク
- ドイツ
- トルコ
- ニュージーランド
- ノルウェー
- フィンランド
- ブラジル
- メキシコ